# سیارک ۸۶۷

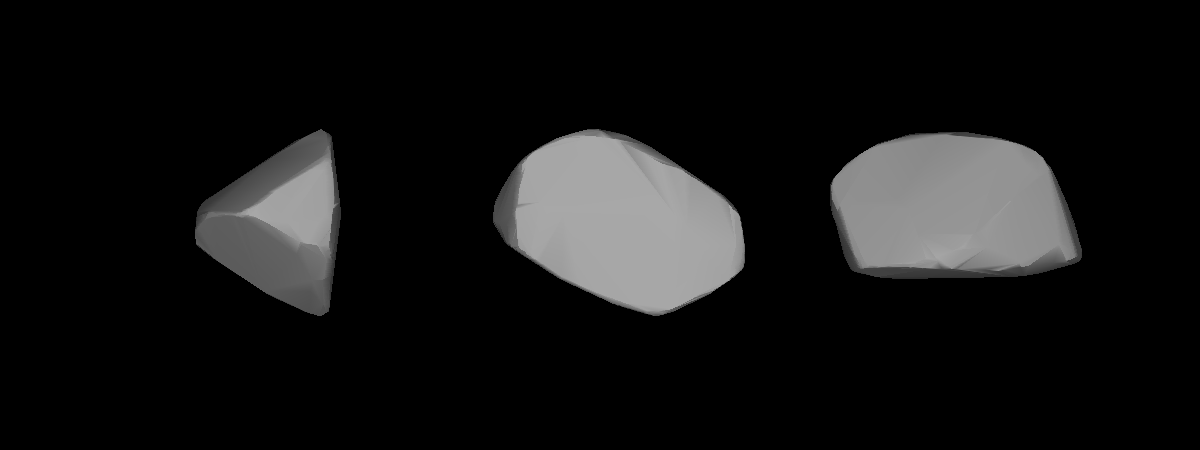
این سیارک از چند زاویه

سیارک ۸۶۷ (به انگلیسی: 867 Kovacia، نامگذاری:1917BS) هشتصد و شصت و هفتمین سیارک کشف شده‌است که در ۲۵ فوریه ۱۹۱۷ و در وین کشف شد.
قدر مطلق سیارک برابر ۱۱٫۳۰ است.